# Al salir de clase
Al salir de clase es una serie de televisión española de corte juvenil, emitida entre 1997 y 2002 por Telecinco y producida por BocaBoca. Se caracteriza por tener un reparto muy coral que sirvió de cantera a un gran número de jóvenes actores, como Elsa Pataky, Alejo Sauras, Carmen Morales, Cristina Castaño, Leticia Dolera, Pilar López de Ayala o Hugo Silva.
Su trama se sitúa en el instituto 7 Robles (situado en algún lugar de Madrid), donde un grupo muy numeroso de adolescentes de todo tipo se relacionan, salen de juerga, se enamoran, etc. En total, la serie se compone de 1198 capítulos, un making-off que Telecinco lo acreditó como episodio haciendo que la serie alcanzara los 1199 episodios y dos especiales en celebración de los episodios 1000 y fin de la serie el 12 de julio de 2002.

## Concepción y desarrollo
A mediados de los años 90 los dirigentes de Telecinco buscaban crear una serie que tuviera similitudes con las series norteamericanas para adolescentes como Beverly Hills, 90210, Salvados por la campana o California Dreams, donde se pudiera  reflejar los problemas de los adolescentes españoles. BocaBoca la productora elegida por la cadena para llevar adelante el proyecto encargó a Antonio Cuadri la elaboración del proyecto. Para ello este último contó con Eduardo Zaramella y con Pascal Jongen. Tras varias versiones la cadena dio finalmente el visto bueno a una de ellas. Los Estudios Picasso, situados en Villaviciosa de Odón sirvieron, al igual que otras series de la época de Telecinco como lugar de rodaje principal.
Una vez estrenada el 8 de septiembre de 1997 en horario de sobremesa la serie se mantuvo en antena durante cinco años sin apenas descanso. Únicamente en su primer año de emisión tuvo un breve paréntesis de mes y medio. Cada capítulo duraba veinticinco minutos de media.

## Argumento
El punto de partida de la serie lo marca la llegada al instituto Siete Robles de Silvia, interpretada por Lucía Jiménez. En el arranque de la ficción conocía a Iñigo (Mariano Alameda) dando lugar a la primera trama amorosa, si bien inicialmente la relación entre ambos era tensa debido a sus diferentes personalidades. Otro pilar esencial de la primera temporada fueron los cambios familiares en el entorno de Silvia con el nuevo matrimonio de su padre con Begoña Olaizábal (Pilar Velázquez) la cual ya tenía un hijo anterior. A lo largo de muchos capítulos, los encontronazos entre Silvia y su nueva madrastra fueron habituales.
Cada 100 episodios la serie solía ofrecer capítulos especiales. Así, en el episodio 300, primera ocasión, Dani tenía un sueño en el que creía haber asesinado a Raúl por accidente. En el episodio 500, grabaron un documental para Nico en el que le confesaban sus más íntimos secretos. En el 600, se vivía una psicodélica pesadilla de David en la que se recreaba el Día de la Marmota (la fecha de emisión de ese episodio fue un 29 de febrero). En el episodio 700, tuvo lugar un capítulo especialmente tenso, causado por los secuaces de Fernando, en el que los protagonistas de la serie eran atrapados por los mismos en el Viejo Caserón del Parque de Atracciones de Madrid. En el episodio 800, Guillermo se metía en un acuario de tiburones para confesarle su amor a Andrea. También tuvieron lugar otros especiales con motivo de la celebración del capítulo 1000 (boda de Miranda y Mateo) y del final de la serie (boda de Jero y Álex).

## Reparto
Una de las señas de identidad de la serie es el elevado número de actores que pasaron por ella. Entre ellos, hubo muchos actores jóvenes desconocidos que posteriormente lograron continuar con su carrera aunque la trayectoria de cada uno fue muy variable. De los actores jóvenes que iniciaron la ficción, solo Lucía Jiménez era conocida con anterioridad. Además, su presencia fue una de las peticiones de Telecinco a la hora de configurar el elenco de la ficción, ya que la misma necesitaba de algún rostro conocido con fines promocionales.
Entre los muchos actores que dieron sus primeros pasos en Al salir de clase, están: Hugo Silva, Raquel Meroño, Félix Gómez, Pilar López de Ayala, Mariano Alameda, Fran Perea, Víctor Clavijo, Sandra Blázquez, Rubén Ochandiano, Carlos Castel, Alejo Sauras, Elsa Pataky, Javier Pereira, Iván Hermes, Miguel Ángel Muñoz, Leticia Dolera, Octavi Pujades,  Carmen Morales, Diana Palazón, Fernando Andina, Paula Echevarría, Rodolfo Sancho, Marián Aguilera, Cristina Castaño, Sergio Peris Mencheta, Laura Manzanedo o Dani Martín.
Como las tramas también daban pie a la presencia de familiares o profesores, el reparto se completó con actores más veteranos como Pilar Velázquez, Vicente Haro, Antonio Medina, Ana María Vidal, Irune Manzano, Isabel Serrano, Pilar Castro, Emilio Linder, Janfri Topera o Carlos Sobera.

### Reparto principal
| Actor / Actriz            | Personaje                     | Temporada   | Temporada   | Temporada   | Temporada   | Temporada   |  |
| Actor / Actriz            | Personaje                     | 1           | 2           | 3           | 4           | 5           |  |
| ------------------------- | ----------------------------- | ----------- | ----------- | ----------- | ----------- | ----------- |  |
| Roberto Hoyas             | Alberto Vidal                 | Principal   | Principal   | Principal   | Recurrente  |             |  |
| Daniel Huarte             | David Estrada                 | Principal   | Principal   | Principal   |             |             |  |
| Athenea Mata              | Elena Vidal                   | Principal   | Recurrente  | Principal   |             |             |  |
| Mariano Alameda           | Íñigo Vidal                   | Principal   | Principal   | Principal   |             |             |  |
| Marián Aguilera           | Miriam Medina                 | Principal   | Principal   | Invitada    |             |             |  |
| Sergio Villodo            | Álex Chacón                   | Principal   | Principal   |             |             |             |  |
| Pilar López de Ayala      | Carlota Chacón                | Principal   | Principal   |             |             |             |  |
| Ferrán Botifoll           | Félix Chacón                  | Principal   | Principal   |             |             |             |  |
| Elsa Pataky               | Raquel Alonso                 | Principal   | Recurrente  |             |             |             |  |
| Carlos Sobera             | Eduardo Medina                | Principal   | Recurrente  |             |             |             |  |
| Prado Rivera              | Isabel Prieto                 | Principal   | Recurrente  |             |             |             |  |
| Cecilia Villareal         | Charo Vidal                   | Principal   | Invitada    |             |             |             |  |
| Lucía Jiménez             | Silvia Castro                 | Principal   |             |             |             |             |  |
| Israel Rodríguez          | Rafael "Rafa" García          | Principal   |             |             |             |             |  |
| Jesús Cisneros            | Enrique "Quique" Buenaventura | Principal   |             |             |             |             |  |
| Luís Montes               | Sócrates Chacón               | Principal   |             |             |             |             |  |
| Rebeca Fernández          | Ana Medina                    | Principal   |             |             |             |             |  |
| Vicente Haro †            | Alfonso Medina                | Principal   |             |             |             |             |  |
| Abelardo Gabriel †        | Manuel "Manu" Patiño          | Principal   |             |             |             |             |  |
| Aurora Carbonell          | Yasmina                       | Principal   |             |             |             |             |  |
| Maribel Ripoll            | María Luisa Sotelo            | CoPrincipal |             |             |             |             |  |
| Pilar Velázquez           | Begoña Olaizábal              | CoPrincipal |             |             |             |             |  |
| Miguel Ángel Muñoz        | Javi Castro                   | CoPrincipal |             |             |             |             |  |
| Fernando Rodríguez Madero | Ricardo Castro                | CoPrincipal |             |             |             |             |  |
| Azucena de la Fuente      | Marisol Garrido †             | CoPrincipal |             |             |             |             |  |
| Pablo Calvo               | Juan Montes                   | CoPrincipal |             |             |             |             |  |
| Ana María Vidal           | Matilde Frías                 |             | Principal   | Principal   | Principal   | Principal   |  |
| Laura Manzanedo           | Clara del Río                 |             | Principal   | Principal   | Principal   | CoPrincipal |  |
| Antonio Medina            | Sebastián Jiménez †           |             | Principal   | Principal   | Principal   |             |  |
| Beatriz Santana           | Vanesa Moñiz                  |             | Principal   | Principal   | CoPrincipal |             |  |
| Raquel Meroño             | Paloma García                 |             | Principal   | Principal   | Recurrente  |             |  |
| Víctor Clavijo            | Raúl Daroca                   |             | Principal   | Principal   | Invitado    |             |  |
| Emilio Linder             | Víctor Daroca                 |             | Principal   | Principal   | Invitado    |             |  |
| Maribel Rivera            | Victoria Lavín                |             | Principal   | Principal   | Invitada    |             |  |
| Carmen Bernardos          | Concepción "Concha"           |             | Principal   | Principal   |             | Invitada    |  |
| Carmen Morales            | María Salas †                 |             | Principal   | Principal   |             |             |  |
| Rubén Ochandiano          | Marcos Jiménez                |             | Principal   | Principal   |             |             |  |
| Bruno Squarcia            | Jaime Garona                  |             | Principal   | Principal   |             |             |  |
| Sergio Peris-Mencheta     | Daniel Daroca †               |             | Principal   | Recurrente  |             |             |  |
| Arturo Arribas            | Julio Díaz                    |             | Principal   |             |             |             |  |
| Jaime Martín              | Max                           |             | Principal   |             |             |             |  |
| Verónica Jiménez          | Sofía                         |             | CoPrincipal | Recurrente  |             |             |  |
| Iván Hermés               | Felipe "Flipe" Cortés         |             | CoPrincipal | Principal   |             |             |  |
| Rodrigo García            | Pablo Gancedo                 |             | Recurrente  | Principal   | Recurrente  |             |  |
| Elvira Prado              | Elisa Feijoo                  |             | Recurrente  | Principal   | Principal   | Recurrente  |  |
| Rafael Reaño              | Tomás "Turbo" Illera          |             |             | Principal   | Principal   | Principal   |  |
| Nacho López               | Sergio Zarate                 |             |             | Principal   | Principal   | Principal   |  |
| Olivia Molina             | Nadine Martín                 |             |             | Principal   | Principal   | CoPrincipal |  |
| Diana Palazón             | Miranda Durán                 |             |             | Principal   | Principal   | Recurrente  |  |
| Marta Solaz               | Violeta Rivelles              |             |             | Principal   | Principal   | Invitada    |  |
| Alejo Sauras              | Santiago "Santi" Rivelles     |             |             | Principal   | Principal   | Invitado    |  |
| Carla Pérez               | Andrea Arribas                |             |             | Principal   | Principal   |             |  |
| Fernando Andina           | Mateo Fernández               |             |             | CoPrincipal | Principal   | Recurrente  |  |
| Raóul Zajdner             | Germán Barrios                |             |             | CoPrincipal | Principal   |             |  |
| Sonia Okomo               | Lúa Mañé                      |             |             | CoPrincipal |             |             |  |
| Cristina Castaño          | Lydia Celada                  |             |             | Recurrente  | Principal   | Principal   |  |
| Félix Gómez               | Jerónimo "Jero" Ruiz          |             |             | Recurrente  | Principal   | Principal   |  |
| Álex Cuevas               | Jorge Durán                   |             |             | Recurrente  | Principal   | Principal   |  |
| Diana Wrana               | Inmaculada "Inma" Sierra      |             |             | Recurrente  | Principal   | Recurrente  |  |
| José Monto                | Eloy Lázaro                   |             |             | Recurrente  | Principal   | Recurrente  |  |
| Bernabé Fernández         | Rubén García                  |             |             | Recurrente  | Principal   | Invitado    |  |
| Leticia Dolera            | Ángela Illera                 |             |             |             | Principal   | Principal   |  |
| Hugo Silva                | Guillermo Sierra              |             |             |             | Principal   | CoPrincipal |  |
| Úrsula Sebastián          | Úrsula Parodi                 |             |             |             | Principal   | Invitada    |  |
| Elsa Pinilla              | Elsa Parodi                   |             |             |             | Principal   |             |  |
| Laura Pinto               | Laura Parodi                  |             |             |             | Principal   |             |  |
| Francisco Leal            | Antonio "Toño" San Cristóbal  |             |             |             | Principal   |             |  |
| Aure Sánchez              | Agustín Salmerón              |             |             |             | CoPrincipal | Principal   |  |
| Daniela Costa †           | Alejandra "Alex" Agustí       |             |             |             |             | Principal   |  |
| Fran Perea                | Hugo Garbisu                  |             |             |             |             | Principal   |  |
| Octavi Pujades            | Jaime Salmerón                |             |             |             |             | Principal   |  |
| Carola Baleztena          | Lucía Martí                   |             |             |             |             | Principal   |  |
| Javier Pereira            | Enrique "Triki" Cobos         |             |             |             |             | Principal   |  |
| Francesc Tormos           | Daniel "Dani"                 |             |             |             |             | Principal   |  |
| Beatriz Segura            | Claudia Salas                 |             |             |             |             | Principal   |  |
| Nela Aragón               | Camino Ruiz                   |             |             |             |             | Principal   |  |
| Patricia Figón            | Eva Agustí                    |             |             |             |             | Principal   |  |

REPARTO FINAL
| Actor            | Personaje                | Episodios              |
| ---------------- | ------------------------ | ---------------------- |
| Félix Gómez      | Jerónimo "Jero" Ruiz     | 697 - 1199             |
| Cristina Castaño | Lidia Celada             | 702 - 725 / 781 - 1199 |
| Aure Sánchez     | Agustín Salmerón         | 815 - 1199             |
| Francesc Tormos  | Daniel "Dani"            | 954 - 1199             |
| Octavi Pujades   | Jaime Salmerón           | 954 - 1199             |
| Daniela Costa    | Alejandra "Alex" Agustín | 976 - 1199             |
| Javier Pereira   | Enrique "Triki" Cobos    | 976 - 1199             |
| Fran Perea       | Hugo Garbisu             | 976 - 1199             |
| Patricia Figón   | Eva Agustín              | 1060 - 1199            |
| Nela Aragón      | Camino Ruiz              | 1062 - 1199            |
| Vanessa Lozano   | Rita                     | 1134 - 1199            |

REPARTO ANTIGUO
| Actor                     | Personaje                     | Episodios                                     |
| ------------------------- | ----------------------------- | --------------------------------------------- |
| Berta Casals              | Adela                         | 5 - 69                                        |
| Lucía Jiménez             | Silvia Castro                 | 1 - 111                                       |
| Pilar Velázquez           | Begoña Olaizábal              | 1 - 111                                       |
| Fernando Rodríguez Madero | Ricardo Castro                | 1 - 111                                       |
| Miguel Ángel Muñoz        | Javier Castro                 | 1 - 111                                       |
| Azucena de la Fuente      | Marisol Garrido †             | 1 - 149                                       |
| Sandra Blázquez           | Fabiola Chicote               | 127 - 166                                     |
| Antonio Melero            | Víctor                        | 127 - 166                                     |
| Maribel Ripoll            | María Luisa Sotelo            | 72 - 169                                      |
| Ramón Teixidor †          | Pepe Chicote                  | 127 - 169                                     |
| Elena Irureta             | Socorro                       | 127 - 169                                     |
| Vanessa Sáiz              | Rocío                         | 127 - 169                                     |
| Israel Rodríguez          | Rafael "Rafa"                 | 1 - 171                                       |
| Aurora Carbonell          | Yasmina                       | 1 - 174                                       |
| Abelardo Gabriel †        | Manuel "Manu" Patiño          | 3 - 179                                       |
| Pablo Calvo               | Juan Montes                   | 71 - 183                                      |
| Carlos Castel             | Francisco "Fran" Chicote      | 127 - 168 / 193 - 194                         |
| Rebeca Fernández          | Ana Medina                    | 2 - 219                                       |
| Vicente Haro †            | Alfonso Medina                | 71 - 219                                      |
| Ángela Rosal              | Gloria                        | 176 - 221                                     |
| Luís Montes               | Sócrates Chacón               | 1 - 223                                       |
| Jesús Cisneros            | Enrique "Quique" Buenaventura | 1 - 223                                       |
| Alicia Bogo               | Verónica "Vero"               | 171 - 224                                     |
| Zoe Berriatúa             | Martín                        | 176 - 224                                     |
| Cecilia Villarreal        | Charo Vidal                   | 1 - 225                                       |
| José Eugenio Vicente      | Arturo                        | 179 - 226                                     |
| Carlos Sobera             | Eduardo Medina                | 2 - 231                                       |
| Prado Rivera              | Isabel Prieto                 | 2 - 234                                       |
| Elena Nieto               | Sofía                         | 226 - 267                                     |
| Elsa Pataky               | Raquel Alonso                 | 1 - 305                                       |
| Arturo Arribas            | Julio Díaz                    | 225 - 378                                     |
| Pilar López de Ayala      | Carlota Chacón                | 1 - 418                                       |
| Ferrán Botifoll           | Félix Chacón                  | 21 - 418                                      |
| María Borrego             | Melissa                       | 389 - 458                                     |
| Sergio Villoldo           | Álex Chacón                   | 1 - 464                                       |
| Cristina Higueras         | Nuria                         | 459 - 477                                     |
| Ángel Hidalgo             | Paco Yuste                    | 459 - 477                                     |
| Alber Ponte               | Charlie                       | 457 - 478                                     |
| Eva Cobo                  | Marisa                        | 459 - 478                                     |
| Cristina del Rey          | Ángela Yuste                  | 459 - 478                                     |
| Alejandra Navas           | Leo                           | 459 - 478                                     |
| Jesús Cabrero             | Guillermo                     | 459 - 478                                     |
| Jaime Martín              | Max                           | 331 - 478                                     |
| Sergio Peris-Mencheta     | Daniel Daroca †               | 225 - 458 / 479 - 481                         |
| Verónica Jiménez          | Sofía                         | 389 - 487                                     |
| Rodolfo Sancho            | Nico Medina                   | 1 - 517                                       |
| Sonia Okomo               | Lúa Mañé                      | 479 - 559                                     |
| Marian Aguilera           | Miriam Medina                 | 1 - 414 / 428 / 625 - 627                     |
| Mariano Alameda           | Iñigo Vidal                   | 1 - 628                                       |
| Rubén Ochandiano          | Marcos Jiménez                | 233 - 407 / 479 - 646                         |
| Carmen Morales            | María Salas †                 | 225 - 671                                     |
| Bruno Squarcia            | Jaime Garona                  | 225 - 458 / 479 - 681                         |
| Daniel Huarte             | David Estrada                 | 10 - 701                                      |
| Helen Lindes              | Nines †                       | 702 - 718                                     |
| Iván Hermés               | Felipe "Flipe" Cortés         | 380 - 458 / 479 - 562 / 636 - 637 / 696 - 720 |
| Athenea Mata              | Elena Vidal                   | 1 - 224 / 412 - 458 / 479 - 720               |
| Maribel Rivera            | Victoria Lavín                | 226 - 457 / 479 - 730                         |
| Emilio Linder             | Víctor Daroca                 | 229 - 458 / 479 - 730                         |
| Víctor Clavijo            | Raúl Daroca                   | 225 - 730                                     |
| Raquel Meroño             | Paloma García                 | 227 - 750                                     |
| Roberto Hoyas             | Alberto Vidal                 | 1 - 455 / 479 - 637 / 735 - 783               |
| Antonio Barroso           | Lucas                         | 730 - 801                                     |
| Beatriz Santana           | Vanesa Moñiz                  | 265 - 423 / 479 - 819                         |
| Raóul Zajdner             | Germán Barrios                | 635 - 874                                     |
| Francisco Leal            | Antonio "Toño" San Cristóbal  | 737 - 896                                     |
| Carla Pérez               | Andrea Arribas                | 576 - 887 / 904 - 912                         |
| Antonio Medina            | Sebastián Jiménez †           | 225 - 422 / 479 - 925                         |
| Elsa Pinilla              | Elsa Parodi                   | 727 - 933                                     |
| Laura Pinto               | Laura Parodi                  | 727 - 933                                     |
| Úrsula Sebastián          | Úrsula Parodi                 | 727 - 950                                     |
| Elvira Prado              | Elisa Feijóo                  | 459 - 696 / 740 - 975                         |
| Rodrigo García            | Pablo Gancedo                 | 459 - 498 / 534 - 536 / 561 - 725 / 946 - 975 |
| José Monto                | Eloy Lázaro                   | 676 - 735 / 814 - 1000                        |
| Alejo Sauras              | Santiago "Santi" Rivelles     | 479 - 931 / 1000                              |
| Bernabé Fernández         | Rubén García                  | 683 - 834 / 910 - 931 / 1000                  |
| Diana Palazón             | Miranda Durán                 | 479 - 1000                                    |
| Fernando Andina           | Mateo Fernández               | 613 - 1000                                    |
| Marta Solaz               | Violeta Rivelles              | 479 - 949 / 996 - 1000 / 1014                 |
| Laura Manzanedo           | Clara del Río                 | 267 - 457 / 479 - 1023                        |
| Carmen Bernardos          | Concepción "Concha"           | 225 - 670 / 1039 / 1042 / 1044 - 1045         |
| Olivia Molina             | Nadine Martín                 | 647 - 1053                                    |
| Diana Wrana               | Inmaculada "Inma" Sierra      | 689 - 970 / 1001 - 1053                       |
| Hugo Silva                | Guillermo Sierra              | 727 - 1053 / 1111 - 1112                      |
| Nacho López               | Sergio Zarate                 | 623 - 1112                                    |
| Ana María Vidal           | Matilde Frías                 | 225 - 422 / 479 - 925 / 976 - 1132            |
| Rafael Reaño              | Tomás "Turbo" Illera          | 492 - 1135                                    |
| Beatriz Segura            | Claudia Salas                 | 952 - 1140                                    |
| Álex Cuevas               | Jorge Durán                   | 632 - 1139 / 1160 - 1164 / 1198 - 1199        |
| Leticia Dolera            | Ángela Illera                 | 726 - 1179 / 1198 - 1199                      |
| Carola Baleztena          | Lucía Martí                   | 956 - 1140 / 1198 - 1199                      |

## Recepción
El episodio piloto, emitido el 8 de septiembre de 1997, fue visto por 1,5 millones de telespectadores, con una cuota de pantalla del 16%. Estos valores, no especialmente altos, se mantuvieron durante las primeras entregas hasta que la ficción fue mejorando progresivamente hasta superar los 3,6 millones de telespectadores en su capítulo más visto, el 3 de enero del 2000. De media, la serie alcanzó los 2 429 000 telespectadores y una cuota de pantalla del 21,5%.
La serie fue premiada con el Premio Ondas a la mejor serie de televisión en 2001.

## Banda sonora
Además de su sintonía que se mantuvo invariable a lo largo de los más de mil capítulos, Heinrich G. Quintero (Harly), tuvo gran éxito creando en casi 525 capítulos las sintonías incidentales, o BSO,  además de componer una de las canciones del Grupo Silvanos que sin duda fue también noticia en la revista Súper Pop. 
Guillermo Maestro y Javier Sirera entraron a formar parte de la serie, componiendo  la Banda Sonora Original (música incidental) de la serie desde diciembre de 1999 hasta el final de la emisión en el capítulo 1199, cerca de 3 años y medio y 700 capítulos. También compusieron junto a José Luis del Amo y Lorenzo Puy los temas originales de la banda Radar, formada por protagonistas de la serie. 
Sí fueron cambiando los rostros que salían a medida que iba evolucionando el reparto, la ficción fue dando gran importancia a las actuaciones musicales. El CBC (el bar donde se reunían los protagonistas) se usó como escenario recurrente para cantantes o grupos musicales como Melón Diesel, The Moffatts, N Sync, Roxette, Anastacia, Jennifer Lopez o Shania Twain. Sirvió también de trampolín para el grupo Tess que nació en la serie en el 2000 y se disolvió en 2005 tras editar tres álbumes.